# David West
David Moorer West (ur. 29 sierpnia 1980 w Teaneck, New Jersey) – amerykański koszykarz, występujący na pozycji silnego skrzydłowego, dwukrotny mistrz NBA.
Został wybrany w drafcie 2003 z 18 numerem przez New Orleans Hornets. 
W sezonie 2005/2006 zajął drugie miejsce w głosowaniu na największy postęp sezonu NBA.
Przed sezonem 2011/12 podpisał kontrakt z Indiana Pacers. Przed sezonem 2015/16 podpisał kontrakt z San Antonio Spurs. Był wybierany dwukrotnie do Meczów Gwiazd (2008, 2009).
9 lipca 2016 podpisał umowę z Golden State Warriors.
30 sierpnia 2018 ogłosił zakończenie koszykarskiej kariery.

## Osiągnięcia
Na podstawie, o ile nie zaznaczono inaczej.
NCAA
- Zawodnik Roku:
  - NCAA według:
    - Associated Press (2003)[7]
    - Basketball Times (2003)

  - konferencji Atlantic 10 (2001–2003)[8]
- Laureat:
  - Oscar Robertson Trophy (2003)[9]
  - Adolph Rupp Trophy (2003)[10]
  - Pete Newell Big Man Award (2003)[11]
  - NCAA Senior CLASS Award (2003)[12]
  - Obrońcy roku konferencji Atlantic 10 (2002)[13]
  - MOP (Most Outstanding Performer) turnieju konferencji Atlantic 10 (2002)[14]
- Zaliczony do:
  - I składu:
    - All-American (2003)
    - Atlantic 10 (2002–2003)
    - turnieju konferencji Atlantic 10 (2002, 2003)
    - defensywnego konferencji Atlantic 10 (2002, 2003)

  - II składu All-American (2002)
- Lider konferencji Atlantic 10 w[15]:
  - średniej bloków (2001, 2002)
  - skuteczności rzutów z gry (2001, 2002)
  - średniej zbiórek(2000–2003)
- Uczelnia Xavier zastrzegła należący do niego numer 30

NBA
- Dwukrotny mistrz NBA (2017, 2018)
- Uczestnik meczu gwiazd NBA (2008, 2009)
- Zawodnik tygodnia (2.03.2009)